# Nya Argus
Nya Argus är en finlandssvensk kulturtidskrift, som grundades år 1911 av Gunnar Castrén, Guss Mattsson och Emil Zilliacus som en fortsättning på den 1907-1911 utgivna Argus. Nya Argus kommer ut tio till tolv gånger per år. Nya Argus' huvudredaktör är Trygve Söderling.
I början av 1900-talet fanns det i den finlandssvenska litteraturen Euterpe-gruppen, som publicerade tidskriften Euterpe mellan 1902 och 1905. Dess arbete fördes vidare av Argus, som blev år 1908 Nya Argus.